# ویلیام برلی (بازیکن فوتبال)
ویلیام برلی (انگلیسی: William Burley; ۳ ژانویهٔ ۱۸۹۹ – ۱۹۷۶ (۷۶−۷۷ سال)) بازیکن فوتبال بود.
از باشگاه‌هایی که در آن بازی کرده‌است می‌توان به باشگاه فوتبال گریمزبی تاون اشاره کرد.